# جائزة ألمانيا الكبرى للدراجات النارية 2003
جائزة ألمانيا الكبرى للدراجات النارية 2003 هو سباق دراجات نارية أقيم بتاريخ 27 يوليو 2003. كان الجولة التاسعة من أصل 16 في سباق الجائزة الكبرى للدراجات النارية موسم 2003. فاز الإسباني سيت جيبيرنو بفئة الموتو جي بي بينما جاء الإيطالي فالنتينو روسي في المركز الثاني وحصل على المركز الثالث الأسترالي تروي بايليس.

## وصلات خارجية
- الموقع الرسمي